# Crespiatica
Crespiatica là một đô thị ở tỉnh Lodi trong vùng Lombardia của Italia, cách khoảng 40 km về phía đông nam của Milano và khoảng 7 km về phía đông nam của Lodi. Tại thời điểm 31 tháng 12 năm 2004, đô thị này có dân số 1.696 người và diện tích là 7,0 km².
Đô thị Crespiatica bao gồm các frazioni (các đơn vị trực thuộc, chủ yếu là thôn làng) Tormo and Benzona.
Crespiatica giáp các đô thị: Dovera, Bagnolo Cremasco, Vaiano Cremasco, Monte Cremasco, Chieve, Corte Palasio, Abbadia Cerreto.